# Mission: Impossible 2.
A Mission: Impossible 2. (eredeti cím: Mission: Impossible II) 2000-ben bemutatott amerikai akciófilm John Woo rendezésében, a második mozifilm, mely az 1966-ban indult Mission: Impossible című sorozaton alapszik. A főszerepeket Tom Cruise, Dougray Scott, Thandiwe Newton, Ving Rhames, Richard Roxburgh, John Polson és Anthony Hopkins alakítják.

## Cselekmény
|  | Alább a cselekmény részletei következnek! |

Egy orosz tudós az általa kitenyésztett új vírusnak, a Kimérának a biztonságba juttatásában kéri Ethan Hunt ügynök segítségét. A repülőn utazva azonban kiderül, hogy akit Huntnak hitt, az valójában a magát Huntnak elmaszkírozó Sean Ambrose, az IMF egy másik ügynöke, aki megöli a tudóst, majd társaival szabotálva a gép útját elrabolja a vírust és a Bellerophon nevű ellenanyagot is, hogy aztán a saját zsebére milliókért értékesítse azokat. Hunt kapja a megbízást, hogy szerezze vissza a vírust, ehhez pedig Ambrose exszeretőjét, a profi tolvaj Nyah-t is felhasználja. Miután Hunt és Nyah között érzelmek is szövődnek, hamar személyes üggyé válik Hunt és Ambrose párharca a vírus birtoklásáért, főleg miután Nyah is fertőzötté válik... 
|  | Itt a vége a cselekmény részletezésének! |

## Szereplők
| Szerep              | Színész          | Magyar hang      |
| ------------------- | ---------------- | ---------------- |
| Ethan Hunt          | Tom Cruise       | Rékasi Károly    |
| Sean Ambrose        | Dougray Scott    | Csankó Zoltán    |
| Nyah Nordoff-Hall   | Thandiwe Newton  | Németh Borbála   |
| Luther Stickell     | Ving Rhames      | Vass Gábor       |
| Hugh Stamp          | Richard Roxburgh | Megyeri János    |
| Billy Baird         | John Polson      | Gyuriska János   |
| John C. McCloy      | Brendan Gleeson  | Kajtár Róbert    |
| Dr. Nekhorvich      | Rade Serbedzija  | Cs. Németh Lajos |
| Wallis              | William Mapother | Kapácsy Miklós   |
| Swanbeck parancsnok | Anthony Hopkins  | Végvári Tamás    |

## Fogadtatás
A film anyagilag az első részhez hasonlóan nagy siker volt, a kritikák azonban vegyesek voltak, a látványt dicsérő megjegyzések mellett többen átlagosnak értékelték a filmet, kiemelve a film abszurdnak és hiteltelennek mondott részeit, amikhez hozzátették a film cselekményének lényegtelenségét is. A filmet két Arany Málna díjra is jelölték a legrosszabb folytatás és a legrosszabb női mellékszereplő kategóriában.

## Fordítás
- Ez a szócikk részben vagy egészben  a   Mission: Impossible II című angol Wikipédia-szócikk fordításán alapul.  Az eredeti cikk szerkesztőit annak laptörténete sorolja fel. Ez a jelzés csupán a megfogalmazás eredetét és a szerzői jogokat jelzi, nem szolgál a cikkben szereplő információk forrásmegjelöléseként.